# Estación Nacimiento
Nacimiento fue una estación ubicada en la comuna chilena de Nacimiento, en las cercanías de lo que hoy es la Población Lautaro.

## Historia
La estación, inaugurada en 1909, formó parte de la Red Sur de la Empresa de los Ferrocarriles del Estado hasta su eliminación en la década de 1980 producto de políticas de la empresa. El actual término del ramal está 1 km al este del antiguo emplazamiento, en un desvío que accede hacia la planta de celulosa Santa Fe.
Actualmente, el ramal es usado para el transporte de carga desde y hacia la planta Santa Fe I y Santa Fe II (operado por Transap), con productos de la industria de la celulosa e insumos de ella. Las antiguas vías y durmientes del tramo desde el desvío hasta la estación terminal de Nacimiento fueron levantados y robados tras el cierre de la estación; años más tarde, alrededor de 1995, la estación sufrió un incendio. Posteriormente se construyó una población —denominada Cardenal Raúl Silva Henríquez— sobre el antiguo recinto de la estación.